# Guayaquila peruviensis
Guayaquila peruviensis är en insektsart som beskrevs av Dietrich. Guayaquila peruviensis ingår i släktet Guayaquila och familjen hornstritar. Inga underarter finns listade i Catalogue of Life.